# Vanilla OS
Vanilla OS ist eine unveränderliche Open Source Desktop Linux-Distribution. Als Oberfläche wird GNOME verwendet und Programme werden vorrangig als Flatpak bereitgestellt.
Laut den Entwicklern ist das System zum Arbeiten, Spielen und Entwickeln geeignet und dabei stabil und vielseitig.

## Vanilla OS
Die erste Version 22.10 Kinetic war noch nach dem Ubuntu Version-Schema benannt, da es noch darauf basierte, und wurde am 29. Dezember 2022 veröffentlicht.
In Version 2 vom Juli 2024 wurde ein Wechsel auf Debian Sid vollzogen und die eigene Versionierung angepasst. Dabei wurden zu neuen Systemversionen auch die meisten eigenen Programme überarbeitet und erweitert sowie das Logo erneuert.

## Dateiintegrität, ABRoot und atomare Updates
Die Dateiintegrität wird auf Betriebssystemebene verwendet, ähnlich wie bei Fedora Silverblue. Das bedeutet, dass die Daten des Betriebssystems im normalen Betrieb nur gelesen werden können.
Dies bringt vor allem mehr Sicherheit und Stabilität, da Systemdaten nicht einfach verändert werden können. Dementsprechend gibt es im System auch nicht den Paketmanager apt oder den Befehl sudo, der auch einfachen Benutzern des Betriebssystems die Möglichkeit geben könnte, Systemdateien zu verändern. Für andere Pakete als Flatpak und AppImage wird APX verwendet, ein speziell entwickelter Paketmanager, der beliebige Pakete außerhalb des Systems in einem Container installieren kann. Damit soll sichergestellt werden, dass jedes installierte System immer dem von den Entwicklern getesteten Standard entspricht. Für Zugriffsrechte wird Polkit verwendet.
Zur Durchführung von Betriebssystem-Updates wurde das Tool ABRoot entwickelt, das auf atomaren Updates basiert. Dies bedeutet, dass ein Update entweder vollständig abgeschlossen oder gar nicht durchgeführt wird, wodurch das Risiko inkonsistenter Zustände verringert wird.
Dies wird mit 2 System- oder Root-Partitionen, genannt A und B, erreicht. Als Beispiel wird das aktuell laufende System auf Partition A gemountet, dann werden Updates auf Partition B eingespielt und nach einem Reboot wird Partition B als neues System gemountet. Im Fehlerfall kann einfach auf Partition A gewechselt werden oder diese wiederum für neue Updates genutzt werden. Diese Vorgehensweise ist sehr sicher, benötigt aber mehr Platz auf der Festplatte. Es werden 20 GB dafür reserviert, es wird jedoch mit Thin Provisioning gearbeitet, um Platz effizienter zu nutzen.

## Besonderheiten und Features
Eine Auflistung der wichtigsten Merkmale des Systems.
- Unveränderliches Betriebssystem
- Rollback – alten Systemstatus bei Problemen laden
- Modul- anstatt Paketorientiert
- Recovery Utility – Wiederherstellungsprogramm
- Vanilla Installer – GNOME Oberfläche, OEM Support, Verschlüsselung via LUKS2, manuelle Partitionierung und Netzwerkkonfiguration
- GNOME – möglichst unverändert
- Flatpak oder AppImage für Apps und Programme
- Pakete im .deb Format können via APX Sideload installiert werden
- Android Apps können via Sideload installiert und ausgeführt werden (Waydroid in VSO)
- Smart Updates – Updates werden auf Wunsch im Hintergrund und nur bei wenig Belastung des Systems gemacht
- Umschalten zwischen mehreren Grafikkarten per PRIME Utility

## Versionen
| Version | Codename | Basis                     | Veröffentlichung  | Anmerkung            |
| --- | -------- | ------------------------- | ----------------- | -------------------- |
| 22.10 | Kinetic  | Ubuntu 22.10              | 29. Dezember 2022 | Erstveröffentlichung |
| 2 | Orchid   | Debian Sid und Vib Module | 28. Juli 2024     |                      |
| Legende:Ältere Version; nicht mehr unterstütztÄltere Version; noch unterstütztAktuelle VersionZukünftige Version |          |                           |                   |                      |